# En dag (roman)
En dag (originaltitel: One Day) är en roman av David Nicholls som gavs ut i Storbritannien den 11 juni 2009, och i oktober 2010 i Sverige.

## Handling
Boken handlar om Emma och Dexter och om var de befinner sig i sina liv varje år den 15 juli. Emma och Dexter tillbringar en natt tillsammans efter sin examen 15 juli 1988, och boken följer dem i tjugo år.

## Filmen
Boken har även filmatiserats, med Anne Hathaway och Jim Sturgess i rollerna som Emma och Dexter. Filmen hade svensk premiär i oktober 2011.